# Corpus antiphonalium officii

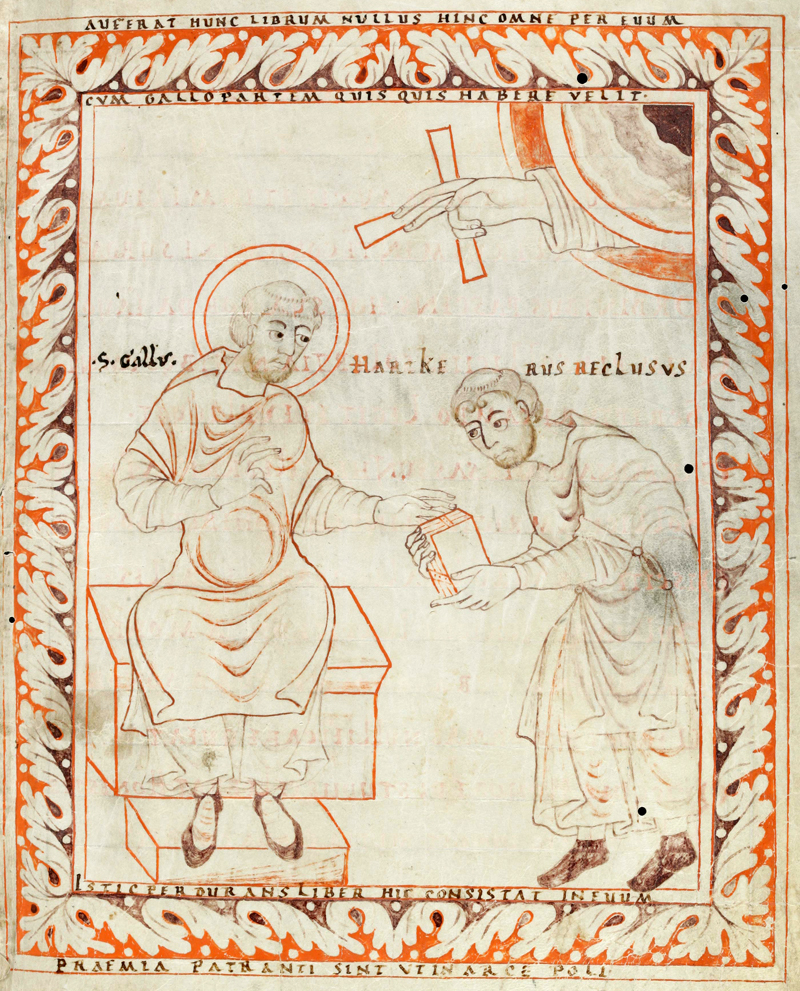
Титульная страница антифонария Харткера (Санкт-Галлен, конец X в.)

Corpus antiphonalium officii (CAO) (лат. букв. — собрание антифонов оффиция) — кодикологическое описание и систематический каталог древнейших песнопений оффиция, в шести томах. Издание осуществил солемский монах-исследователь Рене Эсбер в 1963-79 гг.

## Общая характеристика
В тт. III и IV представлен каталог песнопений оффиция на основе 12 репрезентативных антифонариев IX—XII веков (см. список далее). Большинство из них нотированы, однако музыкальной нотации распевов издание Эсбера не содержит. Тексты песнопений систематизированы по жанрам (инвитатории, антифоны, респонсории, версы аллилуй, гимны и др.), внутри каждого жанра — по алфавиту инципитов. Установленный редактором «нормативный» текст сопровождается критическим аппаратом, показывающим наиболее существенные расхождения с другими рукописными его версиями. Каждому тексту присвоен уникальный номер (от 1001 до 8455).
Каталог Эсбера получил всеобщее признание у медиевистов (музыковедов, литургистов, палеографов). В западных трудах при идентификации конкретных распевов принято ссылаться на него сокращённо - CAO, прибавляя идентификационный номер.

## Рукописные источники CAO
Примечание. Нотированные певческие книги помечены звездочкой (*).
B*  Bamberg, Staatsbibliothek, Msc.Lit.23; бамбергский антифонарий;

C  Paris, Bibliothèque nationale, lat.17436; антифонарий из аббатства св. Корнелия в Компьене (посл. четверть IX в.);

D*  Paris, Bibliothèque nationale, lat.17296; антифонарий из аббатства Сен-Дени (1140-50 гг.);

E*  Ivrea, Bibl. Cap., Ms 106; антифонарий из Ивреи;

F*  Paris, Bibliothèque nationale, lat.12584; антифонарий из аббатства Сент-Мор (конец XI в.);

G*  Durham, Chapter Library Ms. B.III.11; антифонарий из Дарема (французского происхождения);

H*  Sankt-Gallen, Stiftsbibliothek mss. 390/391; т.наз. антифонарий Харткера из Санкт-Галлена (между 986 и 1011 гг.);

L*  Benevento, Bibl. Cap. Ms V.21; антифонарий из Беневента (XI в.).

M*  Monza, Bibl. Cap., cod. c.12.75; антифонарий из Монцы;

R*  Zürich, Zentralbibliothek, Rheinau 28; антифонарий из монастыря Рейнау (XII в.?);

S*  London, British Library, Ms.add. 30850; антифонарий из монастыря св. Доминика в Силосе;

V*  Verona, Bibl. Cap., cod. XCVIII; веронский антифонарий.